# Schulbegleitforschung
Schulbegleitforschung ist empirische Schul- und Bildungsforschung. Sie existiert als eigenständige Disziplin seit 1992 und ist ein wirksames Innovations- und Forschungsinstrument in, mit und für Schulen.

## Inhalte der Schulbegleitforschung
Schulbegleitforschung ist als handlungsorientierter Forschungsansatz auf spezifische Methoden angewiesen, die im Verlauf der Forschungsprojekte teilweise selbst entwickelt und evaluiert werden müssen. Geforscht wird immer in konkreten, themenorientierten Projekten. Das Ziel der Forschung ist, über die Erkenntnis eine Handlungskompetenz zu erreichen. Im Einzelnen:

### Methodik
Lehrer erforschen im Team und mit wissenschaftlicher Begleitung praxisbezogen, prozess- und handlungsorientiert ihren eigenen Unterricht, entwickeln daraus innovative Ansätze für die Unterrichts- und Schulentwicklung und evaluieren diese. Somit ist für die beteiligten Lehrer das eigene pädagogische Handeln zugleich auch der Forschungsgegenstand.
Dies erfordert, im Sinn wissenschaftlicher Redlichkeit, eine besondere Methodik, die subjektive Wahrnehmungen zwar zulässt, diese aber immer in einen objektiven Kontext einbindet.
Häufig angewandte Forschungsmethoden sind Gruppeninterviews, Forschungstagebücher und das sogenannte Forschungs-Portfolio, das, als neu entwickelte Methode, selbst wiederum Forschungsgegenstand geworden ist.

### Projekte
Schulbegleitforschung findet immer in konkreten Projekten statt, die zeitlich begrenzt an einer konkreten Forschungsfrage arbeiten. Diese Projekte sind jeweils für Primarstufen, Sekundarstufen oder schulstufenübergreifend definiert. Zum besseren Verständnis hier beispielhaft die Titel von drei Schulbegleitforschungsprojekten:
- Stadtteil als Lernort - Zuhause in der Fremde
- Unmoderne Erfahrungen - Lernen anhand der Vormoderne
- E-Learning als Chance für Heterogenität

Mittlerweile wurden hunderte von Projekten durchgeführt, deren Ergebnisse in Abschlussberichten dokumentiert wurden. Diese Berichte werden Interessenten kostenlos zur Verfügung gestellt.

### Ziele
Das Ziel der Schulbegleitforschung ist eine Verbesserung des Unterrichts. Durch die Erforschung neu auftretender Phänomene und neuer Möglichkeiten wird Lehrern die Entwicklung relevanter Handlungsstrategien sowie der Erwerb von Handlungskompetenz erleichtert.

## Der Nordverbund Schulbegleitforschung
Der 1996 gegründete Nordverbund Schulbegleitforschung ist ein Netzwerk von Forschern, forschenden Lehrern sowie Mitarbeiter schulnaher Institutionen, die an Hochschulen und Schulen im Norden Deutschlands Schulbegleitforschung betreiben.